# Kalicsa-patak
A Kalicsa-patak a Visegrádi-hegység északkeleti részének egyik vízfolyása, a Pest vármegyei Dunabogdány és Tahitótfalu határában; csaknem teljes hosszában e két település közigazgatási területeinek természetes határvonalát képezi.
A patak az 593 méter magas Urak asztala és az 569 méteres Teknős-hát, valamint a környező alacsonyabb hegyek vizeinek egy részét vezeti le a Duna irányába. Folyási iránya az első néhány kilométeres szakaszán majdnem pontosan északi, később északkeleti irányba fordul, és szinte végig ezt az irányt követi.
A 11-es főút keresztezése előtt néhány száz méterrel folyik bele a Szent János-patakba, amely e találkozási ponttól mintegy két kilométerre torkollik bele a Szentendrei-Dunába. Több térkép a Szent János-patak különálló szakaszát Csódi-patak néven, a két vízfolyás egyesült szakaszát pedig Ásvány-patak néven említi.
Folyását néhány turistaút és jelzett erdei kerékpárút érinti, közelében található a Sasfészek vadászház és az egykori Édes-lyuki kunyhó romja. Egy-két helyen kisebb tóvá szélesedik, ezek közül a Bergman-tó horgászásra is alkalmas. Medrében található a Kalicsa-álbarlang.

## Part menti település
- Tahitótfalu
- Dunabogdány